# Agar TSI

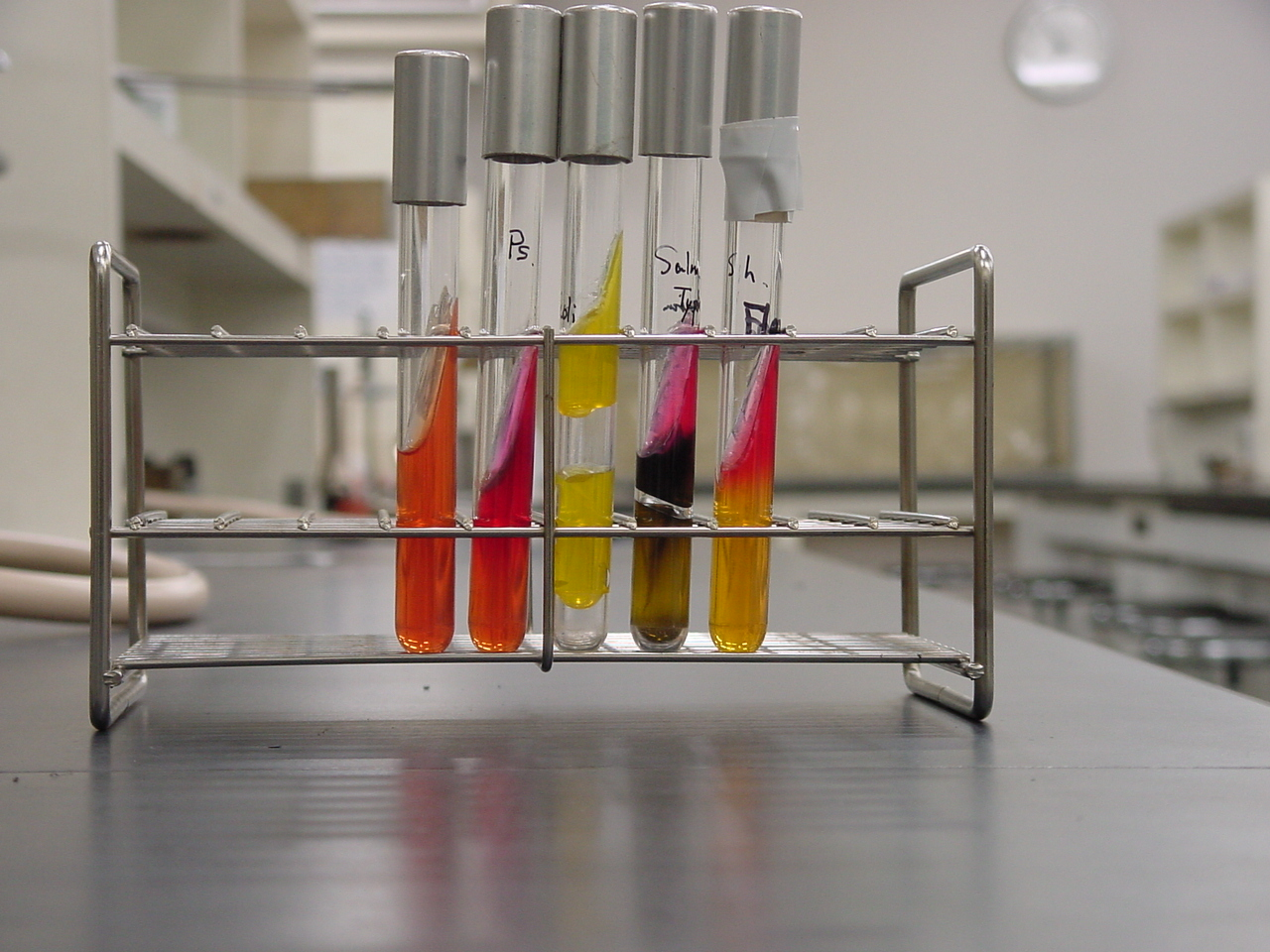
Resultados de un agar TSI: (de izquierda a derecha) preinoculado (como control), P. aeruginosa, E. coli, Salmonella Typhimurium, Shigella flexneri.

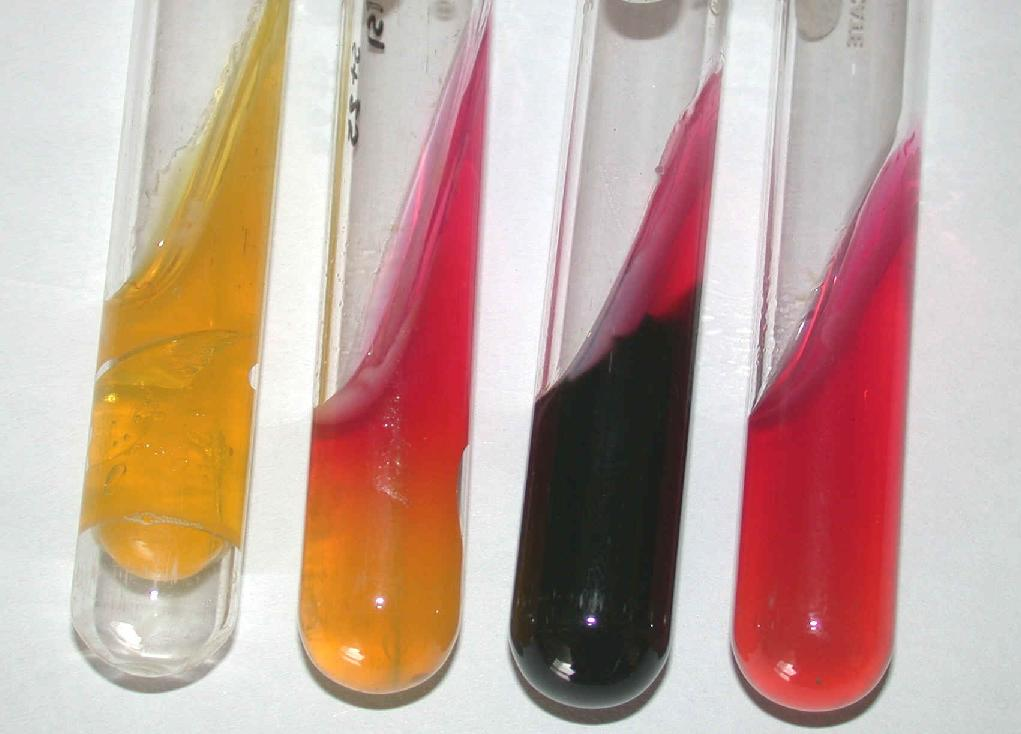
Diferentes cultivos de microorganismos en agar TSI:(de izquierda a derecha) E. coli, Shigella flexneri, Salmonella Typhimurium, P. aeruginosa

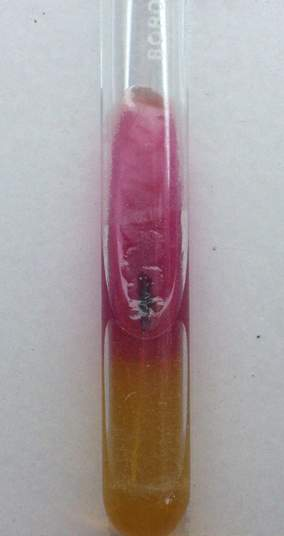

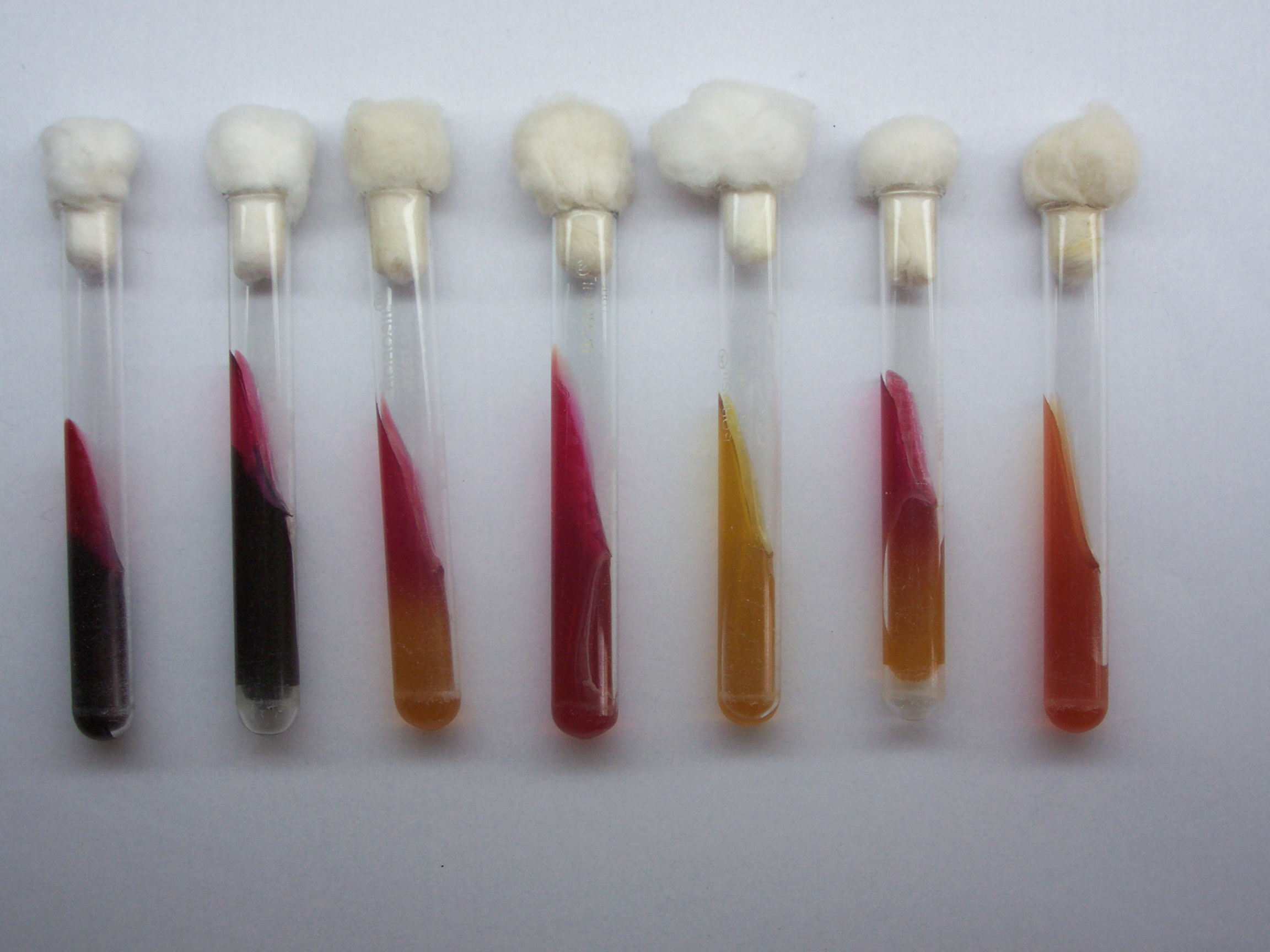

El Agar-hierro-triple azúcar es un medio de cultivo. Gracias a su composición es uno de los medios de cultivo más empleados para la diferenciación de enterobacterias según:
1. Fermenten o no glucosa.
2. Fermenten o no lactosa o sacarosa.
3. Produzcan o no ácido sulfhídrico.
4. Produzcan o no gas.

Correspondientemente las reacciones sobre agar TSI son:
1. Si la bacteria problema fermenta la glucosa, acidificará el medio haciendo virar a amarillo el indicador en el fondo del tubo, mientras que si no es fermentadora de glucosa, el medio permanecerá de color rojo.
2. Si la bacteria problema fermenta lactosa o sacarosa, acidifica el medio en su superficie volviéndolo de color amarillo, mientras que si no lo es, la superficie del medio continuará de color rojo.
3. Si produce ácido sulfhídrico (debido a la reducción de las sales de hierro), se presentará un ennegrecimiento del tubo. La producción de sulfhídrico y el consiguiente ennegrecimiento pueden impedir ver la fermentación de la glucosa (fondo amarillo), pero este hecho implica directamente que la bacteria es fermentadora de glucosa.
4. Si aparece rotura o desplazamiento del medio, significa que la bacteria es productora de gas.

## Composición
| Peptona              | 159 g   |
| Extracto de levadura | 39.9 g  |
| Extracto de carne    | 3 g     |
| Sacarosa             | 10 g    |
| Glucosa              | 2 g     |
| Lactosa              | 10 g    |
| Sulfato de hierro    | 0,20 g  |
| Cloruro sódico       | 5 g     |
| Tiosulfato de sodio  | 0,30 g  |
| Rojo fenol           | 0,024 g |

- Datos: Q959626